# Alfonso Broqua
Alfonso Broqua (* 11. September 1876 in Montevideo; † 24. November 1946 in Paris) war ein uruguayischer Komponist.
Broqua war an der Schola Cantorum in Paris Schüler von Vincent d’Indy, Albert Roussel und in Brüssel von César Franck. Er wirkte als Musiklehrer in Montevideo und lebte später als freischaffender Komponist in Paris. Neben zwei Opern und einer Kantate komponierte er vor allem Lieder und Klavierstücke, die stilistisch unter dem Einfluss von d’Indy stehen. Broqua gilt als Begründer einer eigenständig, von indianischspanischen Volksliedern beeinflussten Musikentwicklung in Uruguay.

## Werke
- Poema de las lomas für Klavier
- Telén y Nagüey, Ballett, 1922
- Evocaciones criollas für Gitarre
- Isabela, Kinderballett
- La Cruz del Sud, Oper